# فرماندهی پزشکی نیروی زمینی ایالات متحده آمریکا
فرماندهی پزشکی نیروی زمینی ایالات متحده آمریکا (انگلیسی: United States Army Medical Command) یا فرماندهی پزشکی ارتش ایالات متحده آمریکا یک واحد گزارش‌دهی مستقیم در نیروی زمینی ایالات متحده آمریکا است که پیش‌تر فرماندهی و کنترل مراکز درمانی پزشکی، دندانپزشکی و دامپزشکی ارتش را برعهده داشت و مراقبت‌های پیشگیرانه، تحقیقات پزشکی، توسعه و آموزش مؤسسات را ارائه می‌داد. در ۱ اکتبر ۲۰۱۹ کنترل عملیاتی و اداری تمام مراکز پزشکی نظامی به آژانس بهداشت دفاعی منتقل شد.
فرماندهی پزشکی نیروی زمینی آمریکا برعهده جراح کل ارتش ایالات متحده است. جراح کل همچنین رئیس بخش پزشکی نیروی زمینی ایالات متحده است. ستاد فرماندهی پزشکی نیروی زمینی آمریکا در پایگاه سام هیوستون، سن آنتونیو قرار دارد.